# V846 Геркулеса
V846 Геркулеса (лат. V846 Herculis), HD 148405 — двойная звезда в созвездии Геркулеса на расстоянии приблизительно 1552 световых лет (около 476 парсек) от Солнца. Видимая звёздная величина звезды — от +9,02m до +8,96m.
Открыта Роджером Френсисом Гриффином в 1982 году*.

## Характеристики
Первый компонент — оранжево-жёлтый гигант, эруптивная переменная звезда типа RS Гончих Псов (RS) спектрального класса G6III*, или K0III, или K0. Масса — около 2,5 солнечной, радиус — около 10,04 солнечного, светимость — около 60,129 солнечной. Эффективная температура — около 5073 K.
Второй компонент. Масса — около 1,5 солнечной. Орбитальный период — около 52,453 суток.